# Unsere erste gemeinsame Wohnung
Unsere erste gemeinsame Wohnung war eine Doku-Soap-Reihe der Sagamedia Film- und Fernsehproduktion GmbH, die von RTL ausgestrahlt wurde. Das Format startete am 7. November 2005 mit einem Marktanteil von gut 20 Prozent. Die letzte Ausgabe lief am 23. Dezember 2014.

## Ablauf der Sendung
Die Sendung beginnt in der Regel mit der Vorstellung eines Paars. Erzählt wird, wie sich beide kennengelernt haben und wie sie bisher gewohnt haben. Dann begründen beide, warum sie zusammenziehen möchten und welche Art von Wohnung sie suchen.
Meistens werden zwei Wohnungen besichtigt, von denen die zweite dem Paar gefällt. Beim Umzug und der folgenden Renovierung helfen Freunde und Familienmitglieder.
Klassische Streitobjekte sind Möbelstücke, die dem einen nicht gefallen, dem anderen jedoch am Herzen liegen. Auch die Farbe, mit der die Wohnung gestrichen werden soll, kann zum Streitauslöser werden. Jedoch sind nach dem bewältigten Umzug alle Zankereien vergangen und meist halten die Zusammengezogenen noch eine Überraschung für einander bereit.
Am Ende jeder Folge gibt es einen kurzen Vergleich der Wohnung vor und nach der Renovierung. Dabei wird Raum für Raum ein vorher/nachher Bild überblendet und der Sprecher erwähnt die Kernpunkte der Renovierung.